# 緯度
緯度（いど、英語: Latitude, ドイツ語: Breite）とは、経緯度（＝経度・緯度。すなわち天体表面上の位置を示す座標）の一つである。以下特に断らない限り、地球の緯度について述べる。余緯度とは緯度の余角。

## 概要
緯度は、その地点における天頂の方向と赤道面とのなす角度で表される。赤道が緯度0度となり北を北緯、南を南緯といい北極・南極が90度となる。ISO 6709の規定では、北緯に+（プラス）、南緯に-（マイナス）の記号を付けて表す。1度よりも細かい緯度は、1度=60分=3600秒と分割して表現する（0.1度は6分となる）。
同じ緯度の点を結んだ線を緯線という。「緯」とは織物の横糸の意味で、経緯線を織物に見立てたものである。メルカトル図法の地図では、緯線は赤道に平行な直線となる。経線を子午線というのに対し、子午線の対義語として卯（東）と酉（西）とを結ぶ線を卯酉線（ぼうゆうせん）というが、緯線とは異なる概念を指す。
太陽は地上から見て赤道直上を中心に南北に往復しているがその範囲は緯度23度27分までであり、この緯線を回帰線（北回帰線・南回帰線）という。また、緯度が66度33分よりも高い地域を極圏（北極圏・南極圏）という。
1海里は緯度1分の地球表面上の距離を基に作られており、ほぼそれに等しい。

## 緯度の種類

地理緯度と、等長緯度を除く様々な緯度との差

地球は完全な球（真球）ではなく回転楕円体（扁球）で近似する（しかし実際にはそれからも僅かにずれている）。そのため、完全な球であれば同義である以下の定義にも差異が生じる。

### 地理緯度 (geographic latitude)
地球を回転楕円体で近似したときに、その地点における楕円体面の法線と赤道面とがなす角度を、地理緯度と称する。単に「緯度」といえば通常この意味で用いる。以下では、地理緯度を {\displaystyle \varphi \,\!}、地球楕円体の長半径、第三扁平率および第一離心率をそれぞれ {\displaystyle a\,\!}、{\displaystyle n\,\!} および {\displaystyle e\,\!} とする。

### 地心緯度 (geocentric latitude)

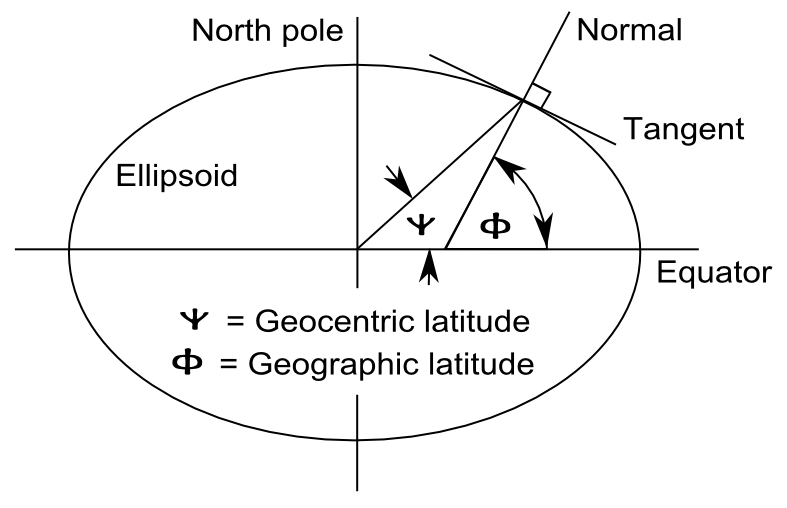
地心緯度ψの定義

その地点と地球の重心とを結ぶ直線、および赤道面とでなす角の角度を、地心緯度と称する。地心緯度 {\displaystyle \psi \,\!} は、地理緯度 {\displaystyle \varphi \,\!} と以下のような関係にある：
{\displaystyle {\begin{aligned}\psi (\varphi )&=\tan ^{-1}\left((1-e^{2})\tan \varphi \right)\\&=\tan ^{-1}\left[\left({\frac {1-n}{1+n}}\right)^{2}\tan \varphi \right]\end{aligned}}}
同地点における地理緯度と地心緯度との差は、当該地理緯度を用いて以下のように表される。
{\displaystyle {\begin{aligned}\varphi -\psi &=\tan ^{-1}\left({\frac {e^{2}\sin \varphi \cos \varphi }{1-e^{2}\sin ^{2}\varphi }}\right)\\&=\tan ^{-1}\left({\frac {2n\sin 2\varphi }{1+2n\cos 2\varphi +n^{2}}}\right)\\&=-\sum _{k=1}^{\infty }\left({\frac {-2n}{1+n^{2}}}\right)^{k}{\frac {\sin 2k\varphi }{k}}\end{aligned}}}
上式から分かるように、地理緯度とは最大で11分33秒程度（緯度45度付近）の差がある。

### 更成緯度 (reduced latitude)

更成緯度βの定義

図のように、中心が地球楕円体の中心と一致し、半径が地球楕円体の長半径に等しい球を考えたとき、地球楕円体上の位置を当該球に地球の自転軸と平行に射影した位置が示す緯度として定義される。更成緯度 {\displaystyle \beta \,\!} は、地理緯度 {\displaystyle \varphi \,\!} と以下のような関係にある：
{\displaystyle {\begin{aligned}\beta (\varphi )&=\tan ^{-1}\left({\sqrt {1-e^{2}}}\tan \varphi \right)\\&=\tan ^{-1}\left({\frac {1-n}{1+n}}\tan \varphi \right)\end{aligned}}}
なお、更成緯度は“パラメトリック緯度”(parametric latitude) とも称される。これは、右図において点 {\displaystyle P(p,z)} の座標値 {\displaystyle p} および {\displaystyle z} を、それぞれ {\displaystyle \beta } を媒介変数として
{\displaystyle p=a\cos \beta ,\quad z=b\sin \beta }
と表すことができることから、アーサー・ケイリーが提唱したことによる。

### 正積緯度 (authalic latitude)
球への等積写像を与える緯度として定義される。正積緯度 {\displaystyle \xi } は、地理緯度 {\displaystyle \varphi } と以下のような関係にある：
{\displaystyle \xi (\varphi )=\sin ^{-1}\left({\frac {s(\varphi )}{s(\pi /2)}}\right)}
ただし、{\displaystyle s(\varphi )\,\!} は赤道から地理緯度 {\displaystyle \varphi } までの緯度帯面積を表し、地理緯度 {\displaystyle \theta } における地球楕円体の子午線曲率半径および卯酉線曲率半径をそれぞれ {\displaystyle M_{\theta }} および {\displaystyle N_{\theta }} とするとき、
{\displaystyle {\begin{aligned}s(\varphi )&=2\pi \int _{0}^{\varphi }M_{\theta }N_{\theta }\cos \theta {\rm {d}}\theta \\&=\pi a^{2}\left({\frac {1}{e}}-e\right)\left({\frac {e\sin \varphi }{1-e^{2}\sin ^{2}\varphi }}+\tanh ^{-1}(e\sin \varphi )\right)\end{aligned}}}
で与えられる。

### 求長緯度 (rectifying latitude)
赤道から地理緯度までの子午線弧長で換算される緯度で、求長緯度 {\displaystyle \mu } は、地理緯度 {\displaystyle \varphi } と以下のような関係にある：
{\displaystyle \mu (\varphi )={\frac {\pi }{2}}{\frac {m(\varphi )}{m(\pi /2)}}}
ただし、{\displaystyle m(\varphi )} は赤道から地理緯度 {\displaystyle \varphi } までの子午線弧長を表し、
{\displaystyle m(\varphi )=\int _{0}^{\varphi }M_{\theta }{\rm {d}}\theta }
で与えられる。
{\displaystyle \mu } を {\displaystyle \varphi } についてよりあらわに書き下せば、次のように表すことができる。
{\displaystyle \mu (\varphi )=\varphi \,+\,{\frac {\displaystyle \sum _{j=0}^{\infty }\left\{\prod _{k=1}^{j}\left({\frac {n}{2k}}+n\right)\right\}^{2}\sum _{l=1}^{2j}{\frac {\sin 2l\varphi }{l}}\prod _{m=1}^{l}\left({\frac {-n}{2j+2\cdot (-1)^{m}\lfloor m/2\rfloor }}-n\right)^{(-1)^{m}}}{\displaystyle \sum _{j=0}^{\infty }\left\{\prod _{k=1}^{j}\left({\frac {n}{2k}}+n\right)\right\}^{2}}}}

### 等長緯度 (isometric latitude)

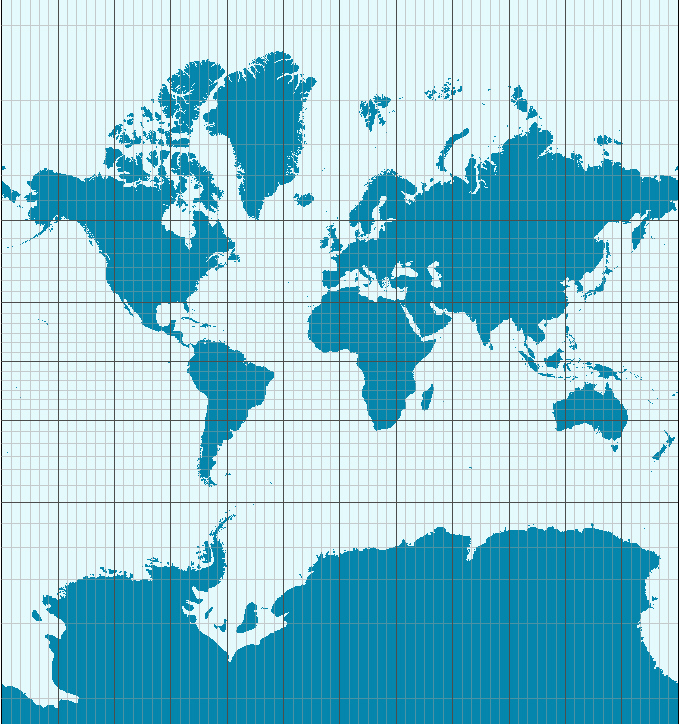
メルカトル図法による世界地図。横の線が緯線を表し、地理緯度 に相当する緯線は等長緯度 に換算して配置されている。

地球楕円体上のいかなる位置においても経線方向と緯線方向の微小距離が等しくなるように換算された緯度で、等長緯度 {\displaystyle q} は、地理緯度 {\displaystyle \varphi } と以下のような関係にある：
{\displaystyle q(\varphi )=\int _{0}^{\varphi }{\frac {M_{\theta }{\rm {d}}\theta }{N_{\theta }\cos \theta }}=\operatorname {gd} ^{-1}\varphi -e\tanh ^{-1}(e\sin \varphi )=(1-e^{2})\Pi (e^{2};\varphi ,1)}
ただし、{\displaystyle \operatorname {gd} ^{-1}x} は逆グーデルマン関数を表し、{\displaystyle \Pi (a;\varphi ,k)} は第三種楕円積分（ルジャンドルの標準形）を表す。
等長緯度はメルカトル図法において重要な役割を果たす量であり、地球楕円体上の {\displaystyle \varphi =} 一定 の平行圏（緯線）は、投影面において {\displaystyle q=} 一定 の直線として写像されることになる。

### 正角緯度 (conformal latitude)
球への等角写像を与える緯度として定義される。正角緯度 {\displaystyle \chi } は、地理緯度 {\displaystyle \varphi } と以下のような関係にある：
{\displaystyle \chi (\varphi )=\operatorname {gd} \left(q(\varphi )\right)=\operatorname {gd} \left(\operatorname {gd} ^{-1}(\varphi )-e\tanh ^{-1}(e\sin \varphi )\right)}
正角緯度 {\displaystyle \chi } は、地心緯度 {\displaystyle \psi } と値が極めて類似していることが知られている。

### 天文緯度 (astronomical latitude)
その地点の重力に基づく「真上」（鉛直方向、天頂方向）と赤道面がなす角度を、天文緯度と称する。天の北極・天の南極の高度と同じであり、主に天文観測で求めたため「天文」の名がつく。実際には大気差によるずれが生じるため、大気差の小さい「真上」付近に来る星を子午環で観測し、赤緯を測定して求めた。
重力は等重力ポテンシャル面（ジオイド面）の法線方向であるから、ジオイド面が地球楕円体面と完全に一致すれば天文緯度と地理緯度は一致する。しかし実際は地下の質量分布が不均等であるため、ジオイド面が複雑に歪んでいる。その影響で、天文緯度と地理緯度の間には数秒程度の差がある（鉛直線偏差）。
これに加え、赤道面の変化、すなわち自転軸の変化が存在する（極運動）。これは428日周期を持っているので、天文緯度は常に周期的に変化している。ただし数年幅の短期的な変化は0.5秒以下である。それ以上の長期的な変化も存在し、地球全体の質量分布の変化が原因と考えられるが、現時点では長期的な予測は困難である。
それでも、GPSなど長い距離を正確に測る手段がない20世紀前半までは、これがもっとも正確な測定方法であった。

### 測地学的緯度 (geodetic latitude)
「測地学的緯度」を地理緯度と同じ意味で、もしくは地球楕円体面上の問題であることを強調するために用いることがあるが、ここでは地理緯度と分けて用語を設定し説明する。
大雑把に言えば「地図から読み取った緯度」と定義できる。その時点での測量技術に基づき最も正確に求められる「緯度」であるが、あくまでその時点の技術水準に依存する。20世紀中においては、首都の天文台での観測結果を元に測地系と地球楕円体を先に決めた上で、その地点までの地上測量を基に決定した緯度である。その地点の重力の歪みの影響は直接受けないものの、測地系決定のために行った測量のずれ（日本で言えば東京での重力の歪み）や採用した地球楕円体の誤差の影響を受ける。衛星測位システムもVLBIもない20世紀初頭には、地球の正確な形状、地球重心の位置、重力の歪みなどを正確に測定する方法がなく、測地学的緯度をもって地理緯度とみなすことが多かった。

## 緯度1秒の長さ
地球の子午線周長は約40 008kmである。すなわち、平均的には
- 緯度1度の長さ 約111 km
- 緯度1分の長さ 約1.85 km
- 緯度1秒の長さ 約30.9 m

と求められるが、実際には地球は回転楕円体に近い形をしているため、緯度によって僅かながら緯度1秒の長さに違いがある。ちなみに、海里は元来、緯度1分の長さであるが、より正確には緯度45度における緯度1分の子午線弧長が海里のもともとの定義になっていた（30.869 938m/秒 = 1852.196 m/分（ただし、この数値は、現今のGRS 80によるものであって、海里の定義を定めたときには異なる値であった。））。
緯度1秒の長さ {\displaystyle l} は着目している地点の地理緯度 {\displaystyle \varphi } に依存し、地球楕円体の赤道半径（長半径）を {\displaystyle a}、離心率を {\displaystyle e} とすると、近似的に
{\displaystyle l\simeq {\frac {\pi M_{\varphi }}{648000}}={\frac {\pi }{648000}}\cdot {\frac {a(1-e^{2})}{(1-e^{2}\sin ^{2}\varphi )^{3/2}}}}
と表される。
地球楕円体としてGRS 80を採用した場合、{\displaystyle a} = （正確に）6 378 137m、{\displaystyle \,e^{2}} = 0.006 694 380 022 900 788（近似値）である。GRS 80地球楕円体表面上の代表的な地点および日本周辺の緯度における値を、上記の式によって計算した結果は次のとおりである。
| 緯度                               | 緯度1秒の長さ    |
| ---------------------------------- | ---------------- |
| 0度(赤道)                          | 30.715 m         |
| 15度                               | 30.736 m         |
| 24度                               | 30.766 m         |
| 25度                               | 30.770 m         |
| 26度                               | 30.774 m         |
| 27度                               | 30.779 m         |
| 28度                               | 30.783 m         |
| 29度                               | 30.788 m         |
| 30度                               | 30.792 m         |
| 31度                               | 30.797 m         |
| 32度                               | 30.802 m         |
| 33度                               | 30.807 m         |
| 34度                               | 30.812 m         |
| 35度                               | 30.817 m         |
| 35度39分29秒1572（日本経緯度原点） | 30.820 187 609 m |
| 36度                               | 30.822 m         |
| 37度                               | 30.827 m         |
| 38度                               | 30.832 m         |
| 39度                               | 30.838 m         |
| 40度                               | 30.843 m         |
| 41度                               | 30.848 m         |
| 42度                               | 30.854 m         |
| 43度                               | 30.859 m         |
| 44度                               | 30.865 m         |
| 45度                               | 30.870 m         |
| 46度                               | 30.875 m         |
| 47度                               | 30.881 m         |
| 48度                               | 30.886 m         |
| 49度                               | 30.892 m         |
| 50度                               | 30.897 m         |
| 60度                               | 30.948 m         |
| 75度                               | 31.005 m         |
| 90度(極点)                         | 31.026 m         |

## 各緯度の主要な都市
注：緯度の値は概略値
- 北緯60度
  - レイキャヴィーク（アイスランド・北緯64度）
  - アンカレッジ（アメリカ・北緯61度）
  - オスロ（ノルウェー・北緯60度）
- 北緯50度
  - モスクワ（ロシア・北緯55度）
  - ベルリン（ドイツ・北緯52度）
  - ロンドン（イギリス・北緯51度）
- 北緯40度
  - パリ（フランス・北緯48度）
  - ミュンヘン（ドイツ・北緯48度）
  - 札幌（日本・北緯43度）
  - ローマ（イタリア・北緯41度）
  - ニューヨーク（アメリカ・北緯40度）
  - 青森（日本・北緯40度）
  - 北京（中国・北緯40度）
- 北緯30度
  - 仙台、新潟（日本・北緯38度）
  - 東京、横浜、名古屋（日本・北緯35度）
  - テヘラン（イラン・北緯35度）
  - ロサンゼルス（アメリカ・北緯34度）※名古屋とロサンゼルスは北緯が近く，姉妹都市になっている。
  - 大阪、京都、神戸、岡山、広島（日本・北緯34度）※静岡、浜松は北緯34度から35度の間に分布している。
  - 福岡、北九州（日本・北緯33度）
  - 上海（中国・北緯31度）
  - カイロ（エジプト・北緯30度）
- 北緯20度
  - 那覇（日本・北緯26度）
  - マイアミ（アメリカ フロリダ州・北緯25度）
  - 台北（台湾・北緯25度）
  - 香港（中国・北緯22度）
  - コルカタ（インド・北緯22度）
- 北緯10度
  - メキシコシティ（メキシコ・北緯19度）
  - ダカール（セネガル・北緯14度）
  - バンコク（タイ・北緯13度）
- 北緯0度
  - パナマシティ（パナマ・北緯8度）
  - ラゴス（ナイジェリア・北緯6度）
  - シンガポール（北緯1度）
- 南緯0度
  - ナイロビ（ケニア・南緯1度）
  - マナウス（ブラジル・南緯3度）
  - ジャカルタ（インドネシア・南緯6度）
- 南緯10度
  - リマ（ペルー・南緯12度）
  - ケアンズ（オーストラリア・南緯17度）
  - アンタナナリボ（マダガスカル・南緯18度）
- 南緯20度
  - サンパウロ（ブラジル・南緯23度）
  - ヨハネスブルグ（南アフリカ・南緯26度）
  - ブリスベン（オーストラリア・南緯27度）
- 南緯30度
  - シドニー（オーストラリア・南緯33度）
  - ブエノスアイレス（アルゼンチン・南緯34度）
  - ケープタウン（南アフリカ・南緯34度）
- 南緯40度
  - ウェリントン（ニュージーランド・南緯41度）

## 各緯度の俗称
北半球と異なり、南半球では陸地が少なく、亜寒帯がない代わりにその中でも南極大陸に近い海域は荒れる傾向にある。そのため、緯度ごとに俗称が付けられている。

### 吠える40度
南緯40度から50度にかけての海域の俗称。英語からロアリング・フォーティーズ（Roaring Forties）とも呼ばれる。このように呼ばれる理由は、吠える40度の海域では西寄りの卓越風が吹いているからである。この風を弱める陸地が少ないため、この風は南半球で特に強い。その中でもインド洋南部では特に強い。航行速度を稼ぐ際に利用される海域である。

### 狂う50度
南緯50度から60度にかけての海域の俗称。英語からフューリアス・フィフティーズ（Furious Fifties）ともいう。南極海を航行する船はこの緯度で、吠える40度よりも猛烈な嵐に見舞われ、波浪によって船内は大きく揺れる。極めて荒れた海域であるため、吠える40度よりも危険度が増す。

### 絶叫する60度
南緯60度から70度にかけての海域の俗称である。英語からシュリーキング・シックスティーズ（Shrieking Sixties）、スクリーミング・シックスティーズ（Screaming Sixties）ともいう。南極海を航行する船は、吠える40度、狂う50度を超えたこの海域でさらに強い嵐に見舞われる。破壊的な暴風と壁のような波が常時発生する世界最悪の荒れた海域であり、航行には熟練の航海技術が要求される。